# Constitució de Guinea Bissau
La Constituició de la República de Guinea Bissau és la Lei Maior que regeix política, administrativa i jurídicament Guinea Bissau.

## Història
El primer text constitucional del país va ser redactada el 24 de setembre de 1973, congueda com "Constitució del Boé" que va regir fins a 1980, i el dia l0 de Novembre de 1980 l'Assemblea Nacional aprovà un altre text constitucional, però no va entrar en vigor pel cop militar de 14 de novembre de 1980. En 16 de maig de 1984 es va aprovar unànimement per l'Assemblea Nacional Popular una nova carta constitucional i promulgada per la president del poder legislatiu Carmen Pereira.

### 1991
El 9 de maig de 1991 la Llei Constitucional n. 1 va revisar el text constitucional, i entre altres reformes va incloure el pluripartidarisme; el 4 de desembre de 1991 la Llei Constitucional n. 2 també va incloure revisions en la literatura constitucional.

### 1993
En febrer de 1993 l'Assemblea Nacional decreta i promulga la Llei Constitucional n. 1, esmenant i revisant notablement l'article 5è i l'article 20è.

### 1995
L'1 de desembre de 1995 és editada, per l'Assemblea Nacional, la Llei Constitucional n. 1 de 1995, que fa la revisió dels articles 105 a 118.

### 1996
El 16 de desembre de 1996 és publicada la Llei Constitucional n. 1/96, al Boletim Oficial da Guiné-Bissau.

### 2001
El 5 d'abril de 2001 fou revisada per l'Assemblea nacional, que decreta una llei fonamental de revisió de la Constitució.